# Austrodynopsylla encala
Austrodynopsylla encala är en insektsart som beskrevs av Jennifer L. Hollis och Broomfield 1989. Austrodynopsylla encala ingår i släktet Austrodynopsylla och familjen Homotomidae. Inga underarter finns listade i Catalogue of Life.